# Patrick Banggaard
Patrick Banggaard, né le 4 avril 1994, est un footballeur danois évoluant actuellement au poste de défenseur central au SønderjyskE.

## Biographie
Après avoir évolué dans les catégories juniors de modestes clubs, Patrick Banggard signe pro au VB Kolding en 2012, avec lequel il joue son premier match le 5 mai 2012 contre l'Esbjerg fB. En 2013, à la suite de la disparition du club, Banggaard doit trouver un nouveau club. C'est ainsi qu'il rejoint le FC Midtjylland.
Il joue son premier match avec Midtjylland le 29 avril 2013 contre Aalborg en remplaçant André Rømer à deux minutes du terme. 
Lors de la saison 2013-2014, il est titulaire, et ne manque que deux matchs de championnat (les deux matchs contre Brøndby) pour cause de suspension. Banggaard joue son premier match en Coupe du Danemark le 30 octobre 2013 contre le FC Nordsjaelland.
Au début de la saison 2014-2015, il prolonge son contrat avec Midtjylland jusqu'en 2018. Il marque son premier but pro le 10 août 2014 contre SønderjyskE.
Patrick Banggaard joue son premier (et seul) match de Ligue Europa le 28 août 2014 contre le Panathinaïkos.

## Palmarès
- Championnat du Danemark en 2015